# Ludwig Georg Treviranus
Ludwig Georg Treviranus (* 7. März 1790 in Bremen; † 7. November 1869 in Brünn) war ein deutscher Ingenieur und Mechaniker.

## Leben
Treviranus war der Sohn des Kaufmanns Joachim Johann Jacob Treviranus und dessen Ehefrau Catharina Margarethe Treviranus geb. Talla. Sein Vater verlor sein Vermögen und wurde 1795 Notar und 1803 Dispacheur (Havariekommissar). Treviranus war Bruder des Arztes und Naturforschers Gottfried Reinhold Treviranus und des Botanikers Ludolph Christian Treviranus.
1806 kam er mit Hilfe des Astronomen Heinrich Wilhelm Olbers, eines Freundes der Familie, zu dem Erfinder und Ingenieur Georg Friedrich von Reichenbach nach München. Dort arbeitete er in der Werkstatt, die von Reichenbach mit Joseph von Utzschneider und Joseph von Fraunhofer betrieb, an der Herstellung optischer Geräte, insbesondere Teleskope.
1814 ging er nach Slough in England, um bei dem bekannten deutsch-britischen Astronomen Wilhelm Herschel seine Kenntnisse der Optik zu vertiefen. Anders als geplant, befasste er sich während dieser Zeit jedoch vor allem mit dem Studium der Funktionsweise und Konstruktion von Dampfmaschinen.
Wieder zurück in Bremen, nahm er Kontakt zu dem Kaufmann Friedrich Schröder auf, als er von dessen Plänen erfuhr, ein Dampfschiff auf der Weser zu betreiben. Er wurde als Ingenieur Teil der Unternehmung Schröders und reiste mit diesem sowie mit Schiffbaumeister Johann Lange und Kapitän Zacharias Spilcker 1816 nach England und Schottland, um nach passenden, zum Verkauf stehenden Schiffen zu suchen. Als sie kein geeignetes Schiff fanden, fiel der Entschluss, ein eigenes Dampfschiff zu bauen: Die Weser. Die Maschine hierfür gaben sie bei Boulton & Watt in Auftrag.
Nach Fertigstellung der Die Weser reiste Treviranus 1817 und 1818 noch mehrfach in Zusammenhang mit dem Bau des zweiten Dampfschiffs von Schröder – Der Herzog von Cambridge – nach England. Nach Testfahrten dieses Schiffs, das auf der Oberweser verkehren sollte, zeigte sich jedoch, dass die Leistungsfähigkeit der Maschine für die dortigen Strömungsverhältnisse ungenügend war. Da die Berechnung der benötigten Triebkraft des Schiffs auf Strömungsmessungen mit einem Woltmannflügel genannten Gerät erfolgt war, befasste sich Treviranus in der Folgezeit intensiv mit der Verbesserung dieses Messinstrumentes.
Im Auftrag von Senator Johann Gildemeister arbeitete er darüber hinaus an Plänen für die städtische Wasserleitung in Bremen und baute verschiedene technische Anlagen u. a. eine Farbholzmühle. 1823 ging er nach Breslau, wo sein Bruder Ludolph Christian als Professor Botanik lehrte. Er arbeitete hier zunächst in einer Maschinenfabrik, bevor er 1830 eine Stelle als Fabrikinspektor bei den Fürstlich Salm-Reifferscheid’schen Hüttenwerken in Blansko in Mähren annahm.